# حبيب بن مسلمة
حبيب بن مسلمة الفهري القرشي (2 ق.هـ - 42هـ/ 620- 662م)  يكنى بأبي عبد الرحمن، ويقال له حبيب الدروب وحبيب الروم لكثرة دخوله إليهم ونيله منهم. له صحبة ورواية يسيرة جاهد في خلافة أبي بكر وشهد اليرموك أميرًا وسكن دمشق. كان في غزوة تبوك ابن إحدى عشرة سنة وقيل كان يقال له حبيب الروم لكثرة دخوله بغزوهم. ولاه معاوية بن أبي سفيان أرمينية فمات بها سنة اثنتين وأربعين وله نكاية قوية في العدو له أخبار في كتاب تاريخ دمشق.

## نسبه ونشأته

### نسبه
هو : حبيب بن مسلمة بن مالك الأكبر بن وهب بن ثعلبة بن وائلة بن عمرو بن شيبان بن محارب بن فهر بن مالك بن النضر بن كنانة بن خزيمة بن مدركة بن إلياس بن مضر بن نزار بن معد بن عدنان

### نشأته
ذُكر في كتاب أسد الغابة أن حبيب بن مسلمة كان له من العمر لما توفي النبي صلى الله عليه وسلم اثنتا عشرة سنة. وقد كانت وفاة النبي في صفر من سنة 11 هـ، ولذا فيكون مولد حبيب قبل الهجرة بسنتين فهو مكي المولد إسلامي النشأة. وقد اختلفوا في هل كانت له صحبة ام لا، وأكثرهم يقول كان له صحبة إلا أنه لم يغز من النبي.
وفي رواية لابن عساكر عن ابن أبي مليكة عن حبيب بن مسلمة الفهري أنه أتى النبي صلى الله عليه وسلم بالمدينة فأدركه أبوه فقال: «يا نبي الله يدي ورجلي»، فقال له النبي ارجع معه فإنه يوشك أن يهلك، فهلك أبوه في تلك السنة. وقد كان حبيب من أشرف قريش، كما في رواية الزبير بن بكار ذكرها أسد الغابة. بل كان من شجعانهم وسراتهم ورافعي راية مجدهم. والمبرزين في الحزم وحسن القيادة منهم. ويعتبره البعض في طبقة خالد بن الوليد وأبو عبيدة بن الجراح في الشجاعة والإقدام والأثر الجميل في الفتح. ذلك لأنه شبّ منذ نعومة أظفاره على الحرب، وألف من صغره الطعن والضرب. فقضى معظم حياته في الحروب، فكان له في تشييد دعائم الإسلام في البلاد القاصية، والممالك النائية جهاد طويل وعمل في الفتح جليل، لا سيما في الجزيرة وأرمينيا والقوقاز.
ومما يدل أنه نشأ من صغره على الحرب ما رواه ابن عساكر أن حبيباً ذهب في خلافة أبي بكر إلى الشام للجهاد، فكان على كردوس من الكراديس قي اليرموك. لذا لما أدمن على الحرب من صغر سنه نشأ قائداً محنكاً من أعاظم قواد الفتح في عصره.

## فتوحاته
اختلف الرواء في هل عمر بن الخطّاب ولّى حبيباً في خلافته أم لا، والأرجح أن أبا عبيدة عامر بن الجراح في عهد ولايته على الشام ولاه أنطاكيه ثم لما فتح عياض بن غُنم الجزيرة كان حبيب على بعض جيوشه، ولما ولى عمر بن الخطاب سراقة بن عمرو على غزو الباب وكتب إلى حبيب فيمن كتب إليهم بإمداد سراقة، سار حبيب من الجزيرة إلى أرمينيا والقوقاز وفتح هو وعبد الرحمن وسراقة وغيرهم من القادة بلاد أرمينيا، ثم انتقضت ثانية فغزاها في خلافة عثمان بن عفان حتى أتم فتحها.

## صفاته
أجمع الرواة أن أهل الشام كانوا يثنون على حبيب بن مسلمة ثناء حسناً، ويعتقدون فيه منتهى الصلاح، لهذا كانوا يقولون: كان مستجاب الدعوة. ومما يدلك على صلاحه ما رواه ابن عساكر أن حبيباً دخل العلياء بحمص فقال: «وهذا من نعيم من ما ينعم به أهل الدنيا، ولو مكثت فيه ساعةً لهلكت، ما أنا بخارج منه حتى استغفر الله تعالى فيه ألف مرة»، قال فما فرغ حتى ألقي الماء على وجهه مراراً (لعله كان يُغشى عليه).
ومن شدة تقواه وصلاحه كان دائماً يُلح على معاوية بالعمل بسيرة أبي بكر وعمر، وكان معاوية يخشاه لهذا السبب، فقد روى ابن عساكر عن ابن عجلان قال: «لما أتى معاوية موت حبيب بن مسلمة سجد، ولما أتاه موت عمرو بن العاص سجد»، فقال له قائل:«يا أمير المؤمنين سجدت لوفدين وهما مختلفان»، فقال «أما حبيب فكان يأخذني بسنة أبي بكر وعمر، وأما عمرو بن العاص فيأخذني بالامرة الامرة، فلا أدري ما أصنع».

## وفاته
اختلف المؤرخون في محل وفاته، فقال البلاذري في فتوح البلدان أنه لما أمره عثمان بن عفان بالانصراف إلى الشام نزل حمص فنقله معاوية إلى دمشق فتوفي فيها سنة 42هـ وهو ابن 35 سنة. وقال ابن عبد البر أن معاوية وجهه إلى أرمينيا والياً عليها فتوفي فيها سنة 42هـ، وكذلك قال ابن سعد وابن عساكر وأنه مات فيها ولم يبلغ الخمسين.